# 17식 함대함 미사일
17식 함대함유도탄은 일본이 2017년에 개발한 함대함 미사일이다. SSM-2이라고도 한다.

## 역사
12식 지대함유도탄의 구축함용 버전이다. 90식 함대함유도탄을 대체할 것이다. 일본판 하푼은 90식 함대함유도탄이었는데, 미국의 하푼이 무게 700 kg인데 비해 너무 가벼웠다. 그러나 17식 함대함유도탄은 무게가 같아졌다. 미국 하푼의 최신형인 AGM-84K SLAM-ER은 무게 635 kg, 사거리 278 km이다. 한국의 SSM-700K 해성도 무게 700 kg이다. 어느 나라나 미사일의 실제 사거리는 비밀이며, 그보다 줄여서 공식 사거리로 발표한다. 슬램-ER의 사거리를 참고해 보면, 17식 함대함유도탄의 사거리는 300 km 정도가 될 것으로 추측할 수 있다.
- 90식 함대함유도탄, 실전배치 1990년,  일본, 무게 250 kg, 사거리 100 km
- AGM-84K SLAM-ER, 실전배치 2000년,  미국, 무게 635 kg, 사거리 278 km
- SSM-700K 해성, 실전배치 2006년,  대한민국, 무게 718 kg, 사거리 200 km
- 17식 함대함유도탄, 실전배치 2017년,  일본, 무게 700 kg, 사거리 200 km